# Otto-Schwegler-Hütte

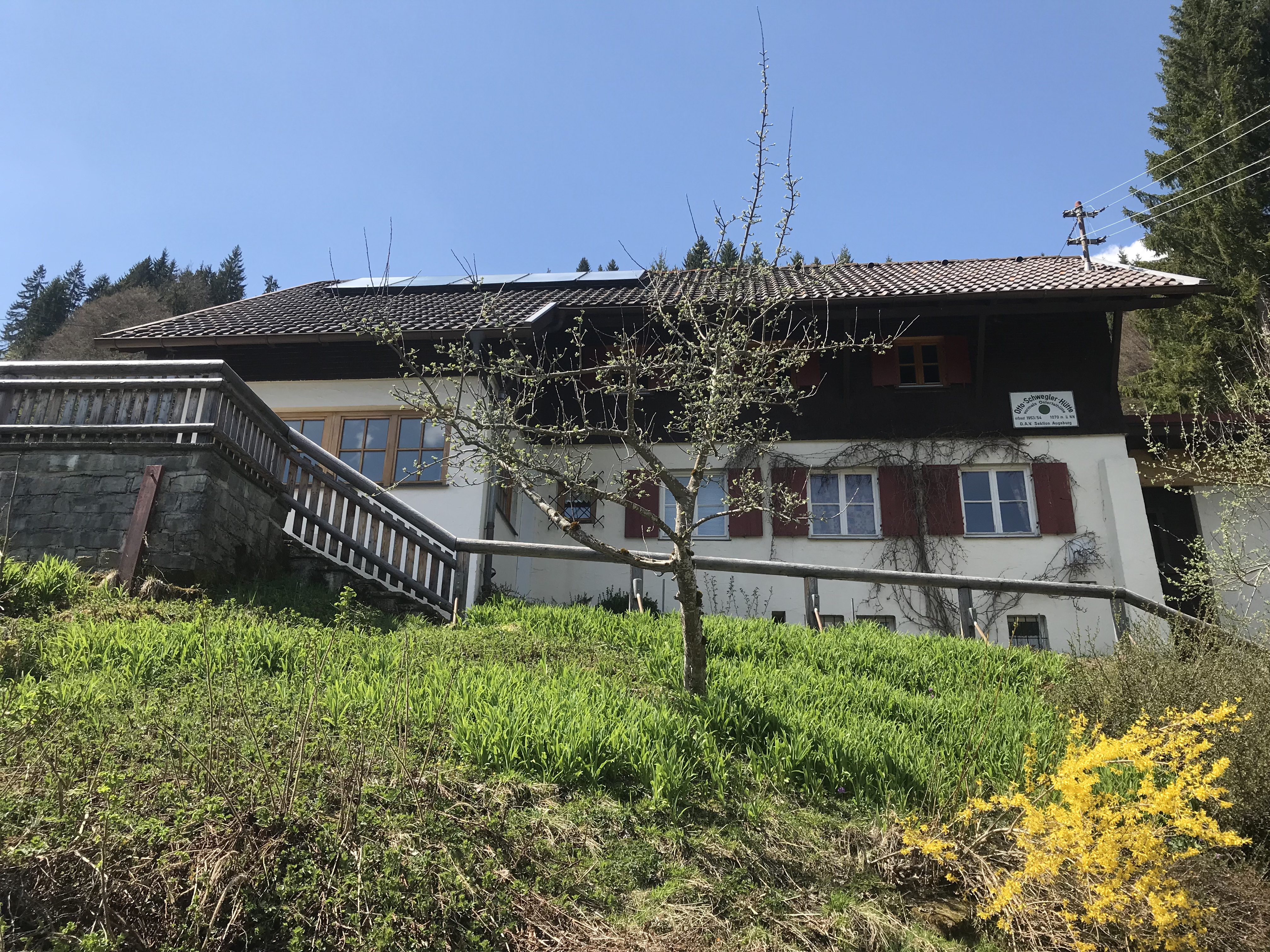
Ostansicht der Otto-Schwegler-Hütte

Die Otto-Schwegler-Hütte ist eine Selbstversorgerhütte der Kategorie II der Sektion Augsburg des Deutschen Alpenvereins, sie liegt in den Allgäuer Alpen auf 1070 m ü. NHN Höhe.
Die „Hörnertour“ führt über drei Hörnergipfel und eröffnet auf dem Grat einen Panoramablick zwischen Illertal und Ostertal, der weit in die Allgäuer und Lechtaler Alpen reicht.

## Geschichte
Der Namengeber dieses Unterkunftshauses war der am 26. August 1903 geborene Otto Schwegler. 1925 trat er in die Sektion Augsburg ein und widmete sich hauptsächlich dem Skilauf. Von 1932 bis 1937 und von 1948 bis 1953 war er Leiter der Skiabteilung der Sektion Augsburg. Auf Schweglers Betreiben wurde 1929 die Angerhütte in Pacht genommen und ausgebaut. Auch war er Initiator zur Anpachtung der Schwarzenbergalpe 1933 und deren Einrichtung.
Das Fassungsvermögen der Hütten der Schiabteilung, Angerhütte und Schwarzbergalpe, war in den Jahren nach 1945 viel zu klein geworden, sodass der Wunsch nach einer größeren und wenn möglich auch bewirtschafteten Hütte wach wurde. Die Sektion hatte im Leiter der Schiabteilung Otto Schwegler den Mann gefunden, der sowohl Initiator als auch Organisator des Baues der neuen Hütte, der Ostertalhütte, war. Vom 1. Mai 1953, dem Tag des ersten Spatenstiches bis zur feierlichen Eröffnung am 5. Dezember 1954 waren fast an jedem Wochenende Mitglieder der Sektion im Arbeitseinsatz. Die Ostertalhütte war in den ersten Jahren bewirtschaftet. Aufgrund seiner besonderen Leistungen und seines Einsatzes wurde Otto Schwegler 1973 Ehrenmitglied der Sektion Augsburg. Nach seinem Tod am 13. August 1980 wurde die Hütte umbenannt. Seit dem Festakt am 4. Oktober 1980 heißt sie nun „Otto-Schwegler-Hütte“.

## Zustiege
- Gunzesrieder Säge (920 m), Gehzeit: 30 Minuten

## Umliegende Hütten
- Alpe Hohenschwand der Sektion SSV Ulm 1846
- Altes Höfle (966 m) der Sektion Neu-Ulm, Gehzeit: circa 45 Minuten
- Bergwaldhaus Dreiangelhütte
- Haus Missen der Sektion SSV Ulm 1846
- Ravensburger Haus der Sektion Ravensburg
- Schwandalpe der Sektion Ulm
- Staufner Haus (1634 m) der Sektion Oberstaufen-Lindenberg über Gunzesrieder Säge (mehrere Varianten), Gehzeit: 3 Stunden 30 Minuten

## Touren
- Bleicherhorn (1669 m), Gehzeit: 3 Stunden
- Riedberger Horn (1787 m), Gehzeit: 3 Stunden
- Weiherkopf (1665 m), Gehzeit: 2 Stunden 30 Minuten
- Stuiben (1749 m)

## Karten
- Alpenvereinskarte BY 1 Allgäuer Voralpen West - Nagelfluhkette, Hörnergruppe (1:25.000)